# Parti démocrate chrétien (Uruguay)
Pour les articles homonymes, voir Parti démocrate chrétien.
Le Parti démocrate chrétien (en espagnol : Partido Demócrata Cristiano, PDC) est un parti politique de la gauche chrétienne en Uruguay. Il fait partie de l'Alliance Progressiste, une composante centriste du Front large (Frente Amplio), qu'il avait intégré dès 1971. Au niveau continental, il est membre de l'Organisation démocrate-chrétienne d'Amérique. Il est aujourd'hui présidé par Héctor Lescano, qui est par ailleurs ministre du Tourisme.

## Histoire
Le PDC a été créé en 1962 par des rénovateurs de l'Union civique de l'Uruguay, menés par Juan Pablo Terra. Membre depuis les élections générales de 1971 du Front large, ce qui provoqua une scission en son sein, le PDC avait quitté la coalition de gauche en vue des élections générales de 1989, formant le Nouvel Espace avec la liste Pour le gouvernement du peuple (social-démocrate) et l'Union Civique. 
Aux élections générales de 1994, il décida de s'allier à nouveau avec le Front large, dans une coalition électorale dénommée Encuentro Progresista-Frente Amplio (EP-FA). Celle-ci fut continuée les années suivantes, jusqu'à devenir l'Encuentro Progresista-Frente Amplio-Nueva Mayoría (EP-FA-NM) aux élections générales de 2004, incluant alors à nouveau le Nouvel Espace. À la suite de la victoire de cette coalition et à celle de sa formule présidentielle, menée par Tabaré Vázquez, tous les partis de l'EP-FA-NM ont formellement intégré la Convention du Front large: le PDC est donc depuis novembre 2005 à nouveau une composante à part entière du Front large, qu'il avait quitté en 1989.